# マシンロボ ムゲンバイン
マシンロボ ムゲンバインはバンダイから発売された玩具の名前。および児童雑誌『てれびくん』に連載された難波孝作の同名漫画の名である。

## 概要
前作である『出撃!マシンロボレスキュー』の最終回にムゲンロイドが登場しており、同一の世界観である。前作から時間が経過しているため、登場人物やマシンロボは出てこない。開発経緯などが相違しており、パラレルワールドやクロスオーバーと言っても良い内容になっている。

## あらすじ
マシンロボレスキューの成功から約五年の月日がたち、新たな構想とムゲンバイン機構を搭載した「ムゲンロイド」が生まれた。しかし、科学の進歩は負の部分にも現れた。ロボマスター「無道元気」と共に戦うムゲンロイドたちの物語を描く。全12話。

## 登場人物
無道元気（むどう げんき）
本編の主人公。野生の勘が鋭いロボマスター。感情の起伏が極端に激しい。
中野博士（なかの はかせ）
ムゲンポリスにあるムゲンバイン研究所所長。普段は温厚だが、テンションがあがると奇抜な行動に出る。ディグコングをはじめとするアニマルムゲンバインを開発。
ジェイソン・安部（ジェイソン あべ）
中野の恩師でロボット工学の権威。アメリカで恐竜型ムゲンバインの開発を行い成功させた。合理主義者。
無道幻史郎（むどう げんしろう）
元気の父親。エアレオンの開発者。劇中には未登場。

## ムゲンロイド
エアレオン
無道幻史郎を中心とした科学者陣により誕生したムゲンロイド一号。開発当初から深いかかわり合いを持つ元気とは強い信頼関係を持ち、相棒であり、兄弟に近いという。野生ライオンを元に設計され、その戦闘能力は他を圧倒する。彼を基本に後続機が開発されている。
制式番号：MM-A
マシンモード（ジェット機）
全長11.9m、全幅10.2m、重量20.2t
最高飛行速度M5
装備
ワイヤークロー
電磁ライフル
アニマルモード（ライオン）
全長10.5m、全高4.6m
必殺技
ヒートクロー
ヒートブレイザー
バインパーツ数：6
ビルジュラフト
エアレオンと同時期にロールアウトしたキリン型ムゲンロイド。その性質上戦闘を好まず、相手の気持ちを思いやり、優しく、人懐っこい。相手の位置や能力検索、分析が得意。直接戦闘は不向きだが、後方支援や電子戦闘で活躍する。
正式番号：MM-B
マシンモード（梯子車）
全長8.3m、全幅5.2m、重量24.7t
技
ハイドロスプラッシュ
アニマルモード（キリン）
全長6.8m、全高12.9m
必殺技
サンダースタンガン
ローリングストンプ
バインパーツ数：6
キャリーイーグル
エアレオン、ビルジュラフトと同時期にロールアウトした鷲型ムゲンロイド。空を飛ぶより地上で運搬するのが好きな変わり者。
正式番号：MM-C
マシンモード（トレーラー）
全長10.9m、全幅5.2m
装備
フォッグストリーム
モーターダッシュ
アニマルモード（鷲）
全長8.2m、全高5.8m
最大飛行速度：M4
必殺技
チェンソーキック
マチェットウイング
バインパーツ数：6
ムゲンジェネラル3
ディグコング
中野博士がエアレオンたちの能力を研究して独力で完成したゴリラ型ムゲンロイドで、パワーショベルに変形する。ビルと同様戦いを好まない博愛主義者。言葉遣いが「〜べ」と東北訛りで話す。
エヴォライノス
ディグコング同様中野博士によって開発された犀型ムゲンロイドで、ドリル戦車に変形する。真っ直ぐな性格だが、回転するものを見て目を回す。
ムゲンジェネラル5
ファングタイガー
エアレオンの実働データを元に開発された兄弟機。レオを兄と慕いながらも勝負を挑んでいく。元気たちの危機に調整中ながらも飛び出して行き、中破したエヴォをゼノンから救った。
正式番号MM-F
マシンモード（ジェット機）
全長15.9m、全幅10.2m
装備
アンカーショット
ジェットカッター
アニマルモード（虎）
全長10.4m、全高6.5m、重量24.4t
技
レイザーストライプ
ファングシュレッダー
バインパーツ数：8
ムゲンジェネラル5・ソードモード
ギャラクシーレックス
ジェイソン・安部が独自開発し成功させたティラノサウルス型ムゲンロイドで、ロケットに変形する。
ヒートトリケラ
ギャラクシーレックスと同時期に開発されたトリケラトプス型ムゲンロイドで、蒸気機関車に変形する。
ムゲンダイナーダブル
ギャラクシーレックス、ヒートトリケラが合体した姿。ブラキオサウルスに変形する。
ゾードエレファント
太古の昔に存在した、超古代文明の王。ゼノンバインに操られるが、自らの意思によってピラミッドキューブを与え、元気を真の主として認める。
正式番号MM-Z
マシンモード（トレーラー）
全長22.0m、全幅8.0m
アニマルモード（象）
全長14.8m、全高9.0m
最大速度200km/h
技
トランククエンチャー
ハイパーモード
全高13.6m、全幅14.0m、重量48.8t
技
ビックブランデッシュ
プラズマスティンガー
ムゲンジェネラル7
カイザーコンドル
超古代文明でゾードの側近を務める平和の象徴として存在した古代のコンドル型ムゲンロイドで、ダンプカーに変形する。元気のことを「元気様」と呼ぶ。自らも機械だがメカ音痴。現代文明に日々カルチャーショックを受けている。
正式番号MM-K
アイアンビートル
カブトムシ型ムゲンロイドで、ティルトローター変形する。
ジャンクスタッグ
クワガタムシ型ムゲンロイドで、ブルドーザー変形する。
ムゲンゼクターダブル
アイアンビートル、ジャンクスタッグが合体した姿。カマキリに変形する。
ビクトリーレオン
エアレオンが、仲間のムゲンエネルギーによって進化した姿。
ムゲンカイザー4
ゼノンバイン（一号機）
デスペラドーが生み出した戦闘用ムゲンロイド。コマンドキューブ無しで戦闘ヘリに変形可能。エアレオンのヒートクローで貫かれ大破。
正式番号MM-X
全長不明、全幅不明、全高不明、重量不明
武装
バルカン砲
バインパーツ数：4
ゼノンバイン（二号機）
プロトタイプ二体と共にムゲンバイン研究所を襲いディグコングにダメージを与えた同型機。ムゲンジェネラル3のハンマーストレートで大破。
ゼノンバイン・プロトタイプ
正式機の尖兵として量産された機体。正式機体とは違い、頭部の形状がゴーグルタイプであり、3号機ではない。他のムゲンロイドと違い、ムゲンジョイントがひとつも無い。それでも合体が可能。
正式番号:不明
全高7.4m、重量8.0t
ゼノンバイン（三号機）
ムゲンポリスで暴れ、新型パーツ「バインキャンセラー」の実験を行い、ビルを人質に捕った。ムゲンジェネラル5のバーストドリラーで大破。
武装
バインキャンセラー
ゼノンバイン(完全版)
大量のプロトタイプと共に出現した完成機。5つの変形パターンを持ちどれもがエアレオンたちの性能を凌駕する。劇中ではハイパーモードとドラゴンモードしか登場しなかった。
正式番号：MM-X
武装
ゼノンバルカン
スーパーゼノンバイン
ムゲンジェネラル5・ツインアタックモードに倒された超古代文明の兵士を取り込み巨大化した姿。ムゲンロイドの形をしているが、大きさは山よりも高い。

## 用語
ムゲンバイン
ムゲンロイドがバインパーツと合体した状態のこと。また、ムゲンロイドが同型機やパーツと合体し、一固体として呼ぶこと。
バインアウト
ムゲンバインしたバインパーツとムゲンロイドが分離する呼称。
ムゲンロイド
ジェットロボたちのデータを参考に作られたマシンロボの総称。彼らと違い、キューブ形態にのみ変形し、単独でビークルに変わったり、胸部に直接ロボマスターが乗り込むことは不可能になっている。そのデメリットは内部に高性能エンジンを搭載したことや、MRジョイントの発展型ムゲンジョイントの採用、バインパーツと呼ぶ部品と合体することによって以前よりも段違いに出力が向上。頭部や色以外全てが統一規格化されている。
ムゲンジョイント
ジェットロボたちが搭載しているMRジョイントの発展型。全てのムゲンロイドには頭部以外の全身17箇所にこの機構が搭載されている。
バインパーツ
ムゲンロイドが必要に応じてマシンモード、アニマルモードへと合体するための部品。必要な箇所にムゲンジョイントを搭載。ハイパーシャトルロボのナックルブースター、レッグブースターや、ハイパーVステルスロボのメガブースター、パワーウイングを原型とする。各個チームのサポーターロボでは集団で活動するのが強みだったが、自立型AIが貴重なことや、故障などアクシデントで充分対処できずに稼働することも多かった。このことを踏まえて改良を重ね実用化された。
コマンドピット
ロボマスターが乗り込むコックピット型バインパーツ。MRRではマスターごとマシンロボが行方不明になった経緯があり、それを契機に生まれた。緊急脱出することが可能で、多少の武装が施されている。
コマンドキューブ
ムゲンロイドの形をした精密機械。数十センチの模型サイズで、同サイズのパーツと合体させることでムゲンロイドに力を与える。
バインアタッシュ
コマンドキューブを収納するアタッシェケース。これがないとムゲンバインすることができない。
ムゲンバイザー
ムゲンロイドに通信、ムゲン合体を伝えるゴーグル型機械。
ムゲンポリス
物語の舞台。元気たちが住んでいる近未来型の海上実験都市。
デスペラドー
ゼノンバインが所属する謎の組織。世界征服が目的。